# Fwe
Los fwe son un pequeño grupo etnolingüístico que viven en el oeste de la región de Caprivi.
Los fwe, quienes no llegan a las 10 000 personas son trilingües. Además de hablar su propio idioma, el subiya-sifwe (también llamado fwe), hablan lozi e inglés, prefiriendo este último sobre el lozi.
- Datos: Q2520657